# 莫桑比克民族民主联盟

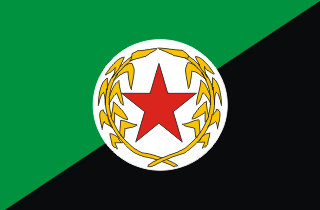
莫桑比克民族民主联盟旗帜

莫桑比克民族民主联盟（葡萄牙語：União Democrática Nacional de Moçambique，缩写为UDENAMO）是一个于1960年在南罗得西亚索尔兹伯里（今津巴布韦哈拉雷）成立的莫桑比克民族主义政党。该党由阿德利诺·格万比领导，成员主要是从葡屬東非（莫桑比克）中部和南部地区逃亡的移民工人和不满的学生。该党成立的目的是反对葡萄牙在莫桑比克的殖民统治。1962年6月，该党与另外两个民族主义团体（独立莫桑比克非洲人联盟和莫桑比克全国非洲人联盟）合并为莫桑比克解放阵线。